# 에릭 위날다
에릭 위날다(Eric Boswell Wynalda, 1969년 6월 9일 ~ )는 미국의 전 축구 선수, 지도자이다. MLS에서 첫 골을 넣은 선수로 유명하다.

## 같이 보기
- A매치 100경기 이상 출전한 축구 선수 명단